# Tony Rominger
Tony Rominger (Vejle, 27 marzo 1961) è un ex ciclista su strada svizzero. Dotato di caratteristiche di passista-scalatore e cronoman, era uno specialista dei Grandi Giri e delle classiche vallonate.
Professionista dal 1986 al 1997, vinse tre edizioni consecutive della Vuelta a España (dal 1992 al 1994) e un Giro d'Italia (1995), oltre a due Giri di Lombardia (1989 e 1992), e concluse secondo al Tour de France 1993.

## Carriera

### 1986-1991: gli esordi e le prime vittorie
Nato in Danimarca, crebbe in Svizzera e conclusi gli studi iniziò a lavorare in uno studio commercialista nel canton Zugo. Cominciò a gareggiare nel ciclismo a vent'anni di età per accompagnare il fratello tredicenne, considerato un promettente ciclista. Esordì nel professionismo nel 1986, anno in cui gareggiò con la svizzera Cilo-Aufina correndo anche il Giro d'Italia. Nel 1987, complice la chiusura della Cilo, si trasferì alla Supermercati Brianzoli, la formazione capitanata da Francesco Moser, e nel marzo di quell'anno ottenne il primo successo da professionista, in solitaria sotto la neve al Giro della Provincia di Reggio Calabria. In stagione concluse anche terzo alla Tirreno-Adriatico, secondo in due tappe al Giro d'Italia e terzo alla Milano-Torino; entrò anche in contatto con Michele Ferrari, medico del team e già allenatore di Moser, che negli anni seguenti lo avrebbe seguito come preparatore personale.
Rimase tra le file della formazione diretta da Gianluigi Stanga, rinominata Chateau d'Ax, fino al dicembre del 1990, vincendo il prologo del Tour de Romandie 1988, il Giro dell'Emilia 1988, due edizioni della Firenze-Pistoia (1988 e 1989), due Tirreno-Adriatico (1989 e 1990), un Tour Méditerranéen nel 1989 e il Giro di Lombardia 1989 (in solitaria al termine di una fuga di 110 km). In quel triennio ottenne anche numerosi piazzamenti sul podio, sia in patria sia all'estero, pur svolgendo in alcune occasioni anche il ruolo di gregario per Gianni Bugno.
A fine 1990 lasciò la Chateau d'Ax, che aveva deciso di puntare su Bugno, per trasferirsi alla francese Toshiba: con la nuova maglia vinse le classifiche finali della Parigi-Nizza e del Tour de Romandie, vincendo due frazioni in entrambe le corse, il Grand Prix des Nations svoltosi a Bergamo (valido come prova finale della Coppa del mondo) e ancora la Firenze-Pistoia; ottenne anche il secondo posto al Tour Méditerranéen e il terzo, con un successo di tappa, al Critérium du Dauphiné Libéré.

### 1992-1994: le tre Vuelta, il podio al Tour e i record dell'ora
Nel 1992, passato alla formazione spagnola CLAS-Cajastur, si piazzò secondo alla Parigi-Nizza e vinse la Vuelta al País Vasco, ottenendo due successi parziali in entrambe le corse. Presentatosi alla Vuelta a España, conquistò la classifica generale della corsa dopo aver vinto la cronometro del terzultimo giorno e strappato la maglia di leader a Jesús Montoya. Nel finale di stagione fu ancora protagonista: quarto ai campionati del mondo di Benidorm, secondo alla Volta Ciclista a Catalunya e al Grand Prix des Nations, vincitore in diverse prove a cronometro tra cui ancora la Firenze-Pistoia. Fece suo inoltre, il 17 ottobre, il suo secondo Giro di Lombardia, al termine di una fuga sotto la pioggia durata 150 km, gli ultimi 20 dei quali percorsi in solitaria.

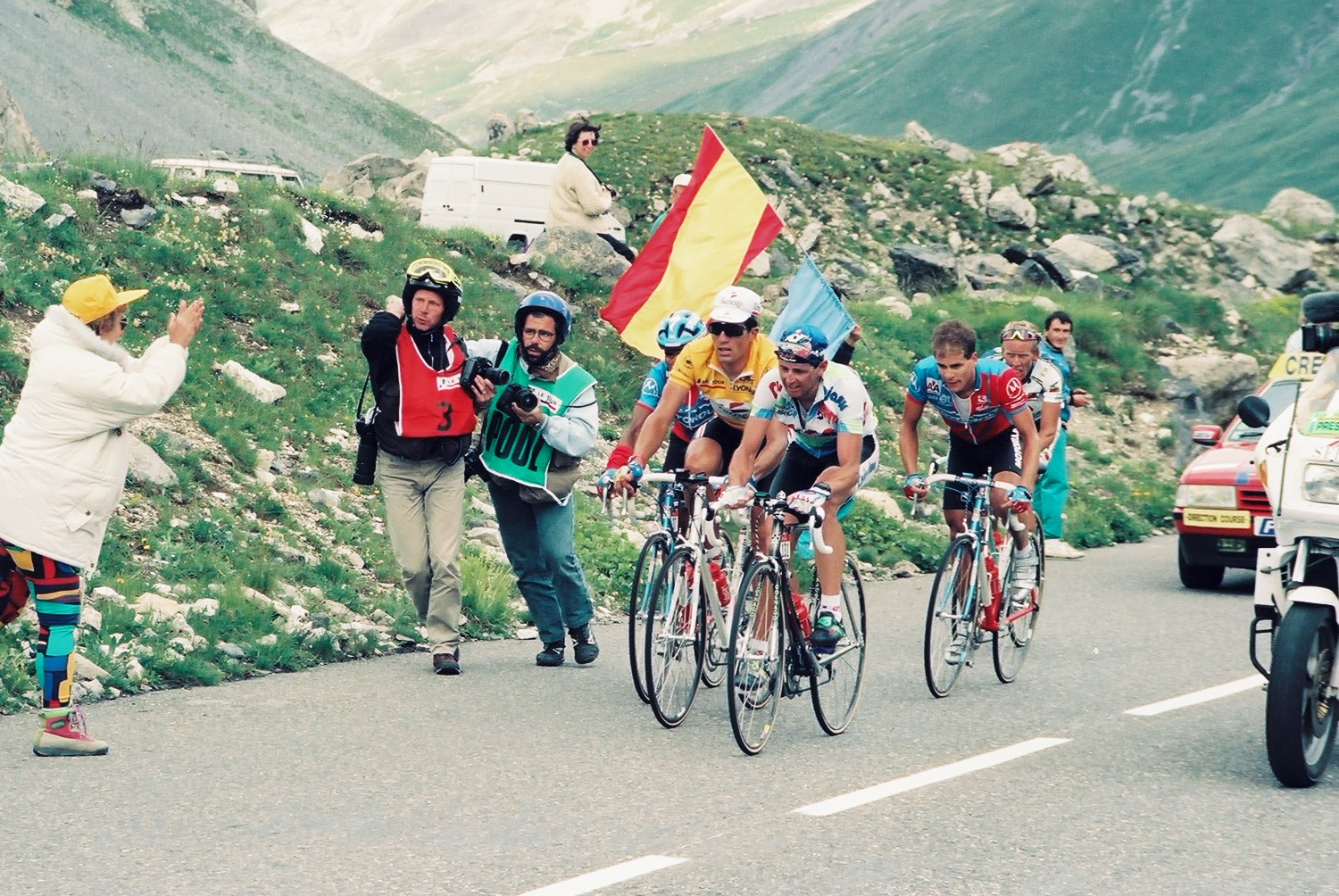
Rominger (davanti, al centro) impegnato al Tour de France 1993

In pochi anni, Tony Rominger passò dal ruolo di gregario/ciclista per le corse brevi a grande stella del ciclismo internazionale, capace di vincere i Grandi Giri. Proprio nel 1992 cominciò il suo legame con IMG Suisse, agenzia di marketing sportivo diretta da Marc Biver, che cominciò a curare i suoi interessi extra-sportivi. Nel 1993, sempre con la maglia della CLAS, Rominger si confermò alla Vuelta a España e alla Vuelta al País Vasco; in stagione si mise in luce anche al Tour de France, con la vittoria di tre tappe e della maglia a pois di miglior scalatore, e con il secondo posto nella classifica generale, alle spalle del grande Miguel Indurain. In quella "Grande Boucle" Indurain e Rominger si equivalsero in salita (con l'elvetico leggermente superiore nell'ultima settimana), ma l'iberico prevalse nettamente nelle prove a cronometro, staccando infine in classifica il rivale di ben 4'59".
Per il 1994 Rominger passò alla nuova Mapei-CLAS, a seguito della fusione dei due gruppi sportivi Mapei e CLAS, insieme a undici compagni di squadra. Durante l'anno vinse la sua terza Vuelta a España consecutiva, primo corridore nella storia a riuscirvi, facendo sue ben sei tappe, di cui tre contro il tempo, e vestendo la maglia di capoclassifica dal primo all'ultimo giorno; si riconfermò vincitore anche nella Vuelta al País Vasco e nella Parigi-Nizza, e nel finale di stagione vinse alcune cronometro, tra cui il Grand Prix des Nations e il Grand Prix Eddy Merckx. In luglio prese il via anche del Tour de France con l'ambizione di vincerlo ma, per problemi allo stomaco, fu costretto al ritiro durante la tredicesima tappa, appena superati i Pirenei. Il 22 ottobre 1994 riuscì a stabilire il nuovo record dell'ora: nell'occasione, dopo una preparazione specifica di pochi giorni supervisionata dal dottor Ferrari, percorse 53,832 km sulla pista del velodromo coperto di Bordeaux, superando il primato fissato 50 giorni prima da Indurain; il 5 novembre migliorò ancora la distanza, portandola a 55,291 km. Entrambi i record saranno poi declassati a "Miglior prestazione umana sull'ora" dall'Unione Ciclistica Internazionale.

### 1995-1997: il successo al Giro d'Italia e gli ultimi anni

Tony Rominger, vincitore dell'edizione 1995 del Giro d'Italia, all'arrivo della quarta tappa a Loreto

Per il 1995 la sua squadra lo convinse a partecipare al Giro d'Italia: Rominger dimostrò di essere un ciclista completo vincendo quell'edizione della "Corsa rosa" davanti al campione in carica Evgenij Berzin e a Pëtr Ugrjumov. In quell'edizione del Giro, Rominger conquistò anche quattro tappe, tra cui tutte le tre cronometro in programma (la seconda ad Assisi, la decima a Maddaloni e la diciassettesima a Selvino) oltre alla quarta tappa a Loreto, e indossò per ventun giorni, dalla seconda all'ultima frazione, la maglia rosa. In stagione non disdegnò anche altre corse: ottenne infatti il primo posto del Tour de Romandie e vinse, in coppia con Andrea Chiurato, il Grand Prix Telekom, competizione che aveva vinto anche l'anno prima.
Nel 1996, ancora in maglia Mapei, si classificò secondo al Critérium du Dauphiné Libéré, alle spalle di Indurain, e decimo al Tour de France. Tra agosto e ottobre si aggiudicò invece due frazioni e la graduatoria finale della Vuelta a Burgos, due tappe alla Vuelta a España, arricchite dal terzo posto in classifica generale, e l'À travers Lausanne in patria; ottenne inoltre la medaglia di bronzo a cronometro ai campionati del mondo di Lugano. Trasferitosi alla francese Cofidis per il 1997, durante la stagione partecipò tra gli altri al Tour de France, dovendo ritirarsi per una frattura alla clavicola, e alla cronometro dei campionati del mondo di San Sebastián, ottenendo la quarta piazza. Il 26 ottobre di quell'anno, in occasione di un circuito a La Vall d'Uixó, in Spagna, annunciò il ritiro dal ciclismo professionistico, dopo dodici stagioni di attività e 115 successi complessivi.

## Dopo il ritiro
Dopo il ritiro ha lavorato per la società di marketing sportivo IMG, ma anche come commentatore per Eurosport e come organizzatore di corse ciclistiche (dal 2000 al 2004 è stato tra gli organizzatori del Tour de Suisse). Ha poi fondato una propria agenzia, la Tony Rominger Management Limited, diventando manager di numerosi ciclisti, tra cui Cadel Evans, Aleksandr Vinokurov, Patrik Sinkewitz e Matthias Kessler, questi ultimi tre coinvolti in casi di doping nel 2007. Nel 2012 è stato accusato di riciclaggio di denaro ed evasione collegate all'attività del medico Michele Ferrari, già suo preparatore negli anni novanta.

## Palmarès
- 1987 (Sup. Brianzoli, una vittoria)

Giro della Provincia di Reggio Calabria
- 1988 (Chateau d'Ax, sette vittorie)

5ª prova Trofeo dello Scalatore
5ª tappa Tour Méditerranéen (La Valette > Mont Faron, cronometro)
2ª tappa Giro del Trentino (Arco di Trento > Bellamonte)
Prologo Tour de Romandie (La Chaux de Fonds)
13ª tappa Giro d'Italia (Chiesa in Valmalenco)
Giro dell'Emilia
Firenze-Pistoia
- 1989 (Chateau d'Ax, sei vittorie)

4ª tappa, 2ª semitappa Tour Méditerranéen (Hyères, cronometro)
Classifica generale Tour Méditerranéen
Classifica generale Tirreno-Adriatico
3ª tappa Giro di Calabria (Crotone > Acri)
Giro di Lombardia
Firenze-Pistoia
- 1990 (Chateau d'Ax, sei vittorie)

Wartenberg-Rundfahrt
4ª tappa Tour Méditerranéen (Carqueiranne > Mont Faron, cronometro)
2ª tappa Tirreno-Adriatico (Napoli > Maiori)
Classifica generale Tirreno-Adriatico
3ª tappa Critérium du Dauphiné (Annonay > Aubenas)
Chur-Arosa (cronosalita)
- 1991 (Toshiba, undici vittorie)

Trofeo Baracchi
1ª tappa Parigi-Nizza (Fontenay-sous-Bois, cronometro)
6ª tappa Parigi-Nizza (Marsiglia > Mont Faron)
8ª tappa Parigi-Nizza (Nizza > Col d'Èze, cronometro)
Classifica generale Parigi-Nizza
2ª tappa Tour de Romandie (Bains de Saillon > La Fouly)
4ª tappa, 2ª semitappa Tour de Romandie (Brügg, cronometro)
Classifica generale Tour de Romandie
8ª tappa Critérium du Dauphiné (Aix-les-Bains, cronometro)
Grand Prix des Nations
Firenze-Pistoia
- 1992 (CLAS, quindici vittorie)

1ª tappa Parigi-Nizza (Fontenay-sous-Bois, cronometro)
6ª tappa Parigi-Nizza (Marsiglia > Mont Faron)
2ª tappa Vuelta al País Vasco (Orio > Salvatierra)
5ª tappa, 2ª semitappa Vuelta al País Vasco (Alegia > Larraitz, cronometro)
Classifica generale Vuelta al País Vasco
19ª tappa Vuelta a España (Fuenlabrada, cronometro)
20ª tappa Vuelta a España (Collado Villalba > Segovia)
Classifica generale Vuelta a España
1ª tappa, 1ª semitappa Vuelta a Asturias (Colombres)
Trofeo Luis Ocaña
5ª tappa Volta Ciclista a Catalunya (Castell-Platja d'Aro >Vallter 2000)
Subida al Naranco
Giro di Lombardia
1ª prova Escalada a Montjuïc
Firenze-Pistoia
- 1993 (CLAS, dodici vittorie)

2ª tappa, 1ª semitappa Critérium International
1ª tappa Vuelta al País Vasco (Errenteria > Errenteria)
4ª tappa Vuelta al País Vasco (Vitoria-Gasteiz > Lemoiz)
5ª tappa, 2ª semitappa Vuelta al País Vasco (Zumarraga >Santa Bàrbara, cronometro)
Classifica generale Vuelta al País Vasco
11ª tappa Vuelta a España (Lleida > Cerler)
14ª tappa Vuelta a España (Tudela > Valdezcaray)
19ª tappa Vuelta a España (Gijón > Alto del Naranco)
Classifica generale Vuelta a España
10ª tappa Tour de France (Villard-de-Lans > Serre Chevalier)
11ª tappa Tour de France (Serre Chevalier > Isola 2000)
19ª tappa Tour de France (Brétigny-sur-Orge > Montlhéry, cronometro)
Subida a Urkiola
- 1994 (Mapei, diciotto vittorie)

8ª tappa, 2ª semitappa Parigi-Nizza (Nizza > Col d'Èze, cronometro)
Classifica generale Parigi-Nizza
3ª tappa Vuelta al País Vasco (Vitoria-Gasteiz > Balmaseda)
5ª tappa, 2ª semitappa Vuelta al País Vasco (Azpeitia > Elosiaga, cronometro)
Classifica generale Vuelta al País Vasco
1ª tappa Vuelta a España (Valladolid, cronometro)
6ª tappa Vuelta a España (Granada > Sierra Nevada)
8ª tappa Vuelta a España (Benidorm, cronometro)
11ª tappa Vuelta a España (Andorra > Cerler)
14ª tappa Vuelta a España (Andorra > Alto de la Cruz de la Demanda)
20ª tappa Vuelta a España (Segovia > Palazuelos de Eresma/Destilerias DYC, cronometro)
Classifica generale Vuelta a España
Grand Prix Eddy Merckx
Grand Prix des Nations
Memorial Jozef Vogeli
1ª prova Escalada a Montjuïc
2ª prova Escalada a Montjuïc
Classifica generale Escalada a Montjuïc
- 1995 (Mapei, undici vittorie)

4ª tappa Vuelta al País Vasco (Trapagaran > Lekunberri)
3ª tappa Giro del Trentino (Cavalese > Arco)
Prologo Tour de Romandie (Bernex, cronometro)
3ª tappa Tour de Romandie (Villeneuve > Nax)
4ª tappa, 2ª semitappa Tour de Romandie (Nax > Avenches, cronometro)
Classifica generale Tour de Romandie
2ª tappa Giro d'Italia (Foligno > Assisi, cronometro)
4ª tappa Giro d'Italia (Mondolfo > Loreto)
10ª tappa Giro d'Italia (Telese > Maddaloni, cronometro)
17ª tappa Giro d'Italia (Cenate Sotto > Selvino, cronometro)
Classifica generale Giro d'Italia
- 1996 (Mapei, sei vittorie)

10ª tappa Vuelta a España (El Tiemblo > Avila, cronometro)
21ª tappa Vuelta a España (Segovia > Palazuelos de Eresma/Destilerias DYC, cronometro)
2ª tappa Vuelta a Burgos (Lagunas de Neila)
4ª tappa Vuelta a Burgos (Melgar de Fernamental, cronometro)
Classifica generale Vuelta a Burgos
Attraverso Losanna

### Altri successi
- 1988 (Chateau d'Ax)

Trofeo Gaetano Santi (Criterium)
- 1992 (CLAS)

Grand Prix Baden-Baden (Cronocoppie con Dominik Krieger)
Classifica scalatori Volta Ciclista a Catalunya
- 1993 (CLAS)

La Poly Normande (Criterium)
Classifica scalatori Vuelta a España
Classifica a punti Vuelta a España
Classifica scalatori Tour de France
Wielerronde van Boxmeer - Daags na de Tour (Criterium)
- 1994 (Mapei)

Plessala (Criterium)
Grand Prix Telekom (Cronocoppie con Jens Lehmann)
Record dell'ora
Classifica UCI Road World Rankings
- 1995 (Mapei)

Vayrac (Criterium)
Classifica a punti Giro d'Italia
Classifica intergiro Giro d'Italia
Grand Prix Telekom (Cronocoppie con Andrea Chiurato)
- 1996 (Mapei)

Classifica scalatori Vuelta a España
Grazer Altstadt-kriterium (Criterium)

## Piazzamenti

### Grandi Giri
- Giro d'Italia

1986: 97º
1987: ritirato (21ª tappa)
1988: 44º
1989: non partito (14ª tappa)
1995: vincitore
- Tour de France

1988: 68º
1990: 57º
1993: 2º
1994: ritirato (13ª tappa)
1995: 8º
1996: 10º
1997: ritirato (3ª tappa)
- Vuelta a España

1990: 16º
1992: vincitore
1993: vincitore
1994: vincitore
1996: 3º
1997: 38º

### Classiche monumento
- Milano-Sanremo

1986: 55º
1987: 91º
1988: 47º
1989: 76º
1990: ritirato
1991: ritirato
1993: 19º
1994: 42º
1997: 71º
- Giro delle Fiandre

1987: 50º
1990: 30º
- Liegi-Bastogne-Liegi

1986: 24º
1989: 18º
1991: 65º
1992: 5º
1993: 2º
1994: 6º
1995: 28º
1997: 60º
- Giro di Lombardia

1988: 5º
1989: vincitore
1991: 15º
1992: vincitore
1994: ritirato
1996: 48º

### Competizioni mondiali
- Campionati del mondo

Villach 1987 - In linea: ritirato
Ronse 1988 - In linea: ritirato
Chambéry 1989 - In linea: 14º
Utsunomiya 1990 - In linea: 56º
Stoccarda 1991 - In linea: ritirato
Benidorm 1992 - In linea: 4º
Lugano 1996 - In linea: 9º
Lugano 1996 - Cronometro: 3º
San Sebastián 1997 - Cronometro: 4º
- Giochi olimpici

Atlanta 1996 - In linea: 5º

## Riconoscimenti
- Sportivo svizzero dell'anno nel 1989, 1992, 1993 e 1994
- Vélo d'Or della rivista Vélo Magazine 1994
- Mendrisio d'oro del Velo Club Mendrisio nel 1989 e 1994